# Émile Coué
 (avril 2011).
Si vous disposez d'ouvrages ou d'articles de référence ou si vous connaissez des sites web de qualité traitant du thème abordé ici, merci de compléter l'article en donnant les références utiles à sa vérifiabilité et en les liant à la section « Notes et références ».
Émile Coué de La Châtaigneraie, ou simplement Émile Coué, est un pharmacien et psychotechnicien français, né le 26 février 1857 à Troyes et mort le 2 juillet 1926 à Nancy. Il est notamment connu comme étant l'auteur d’une méthode de guérison et de développement personnel (la méthode Coué) fondée sur l’autosuggestion.
Il explora au sein de la psychologie moderne des voies originales et nouvelles et fut un précurseur de la psychologie comportementale et de la pensée positive, et un expérimentateur de l'effet placebo.

## Biographie

### Jeunesse et famille
Né en 1857, Émile Coué de La Châtaigneraie, fils d'Exupère Coué de La Châtaigneraie, originaire du Cours dans le Morbihan, et de Catherine Élisa Prévost, mariés à Troyes en 1856, est issu d'une famille d'ascendance noble bretonne mais de condition modeste. Son père est employé au chemin de fer au moment de sa naissance.
Élève au collège Sainte-Barbe de Paris, Émile fait une scolarité brillante. Il souhaite devenir chimiste, mais les études étant onéreuses, il doit y renoncer en raison de la situation financière précaire de son père, employé des chemins de fer. Il se destine alors au métier de pharmacien. Après un stage de trois ans en officine dans sa ville natale, il achève à Paris sa formation à la faculté de pharmacie. À l’âge de 26 ans, il ouvre sa propre officine à Troyes.
En 1884, il épouse Marie Louise Lucie Lemoine, fille de l'horticulteur Victor Lemoine, à Nancy où il s'établit.

Le jeune apothicaire aurait pris l'habitude de joindre aux remèdes qu’il vendait des paroles encourageantes. Et il aurait noté que les malades qu’il persuadait aisément, en sachant trouver les mots justes, de l’efficacité des traitements, s’en trouvaient mieux. Progressivement, il découvrit ainsi ce que l’on nommera l’effet placebo.

« Vous allez voir, ceci vous fera beaucoup de bien… Et ce n’est qu’un début ! »

Les témoignages de reconnaissance affluent bientôt.

### Observations
Ses premières années d’expérience lui font prendre conscience de l’efficacité de la suggestion et de l’action déterminante de l’imagination dans le processus de guérison. Coué commence à développer les premiers principes sur lesquels il bâtit plus tard sa méthode.   
Toute maladie est double, produisant ses effets sur la condition physique du patient, mais aussi sur son moral. En guidant l’imagination de manière positive, il est possible de faire pencher la balance du bon côté et par là même de déterminer la guérison. Ainsi, lorsqu’un malade se persuade que la guérison va se produire, celle-ci se produira si elle est possible. Si elle ne l’est pas, il pourra néanmoins obtenir par la suggestion une amélioration optimale de son état.
Parallèlement, Coué apprend l'existence d'un médecin original, le docteur Ambroise-Auguste Liébeault qui exerce à Nancy et obtient des résultats étonnants par la pratique de l'hypnose. Il lui rend, en 1886, une première visite, et se passionne dès lors pour cette discipline relativement nouvelle fondée sur l'efficacité de la suggestion verbale. Il prend également connaissance des travaux du professeur Hippolyte Bernheim, dans lesquels il trouve la confirmation des principes qu’il pressent et expérimente. Ces deux personnalités représentent l’École de Nancy, courant qui se distingue à l’époque, dans ses conceptions relatives à l’hypnose, de l’École de la Salpêtrière du docteur Charcot.
En 1901, il se rend à Nancy pour approfondir ses connaissances et suit quelque temps des conférences à la faculté de médecine. Sa méthode se précise, elle se fonde sur des principes simples tirés de ses observations :
- toute idée que nous avons dans l’esprit tend à devenir une réalité dans l’ordre du possible. Ainsi l’idée de guérison peut produire la guérison. Ou bien encore, sur le plan psychologique, considérer comme facile une chose à réaliser en facilite effectivement la réalisation ;
- notre être inconscient ou imaginatif, qui constitue la partie cachée de notre moi, détermine nos états physiques et mentaux. Il est en réalité plus puissant que notre être conscient et volontaire, qu’il englobe entièrement, et c’est lui qui préside à toutes les fonctions de notre organisme et de notre être moral. Donc chaque fois qu’il y a conflit entre l’imagination et la volonté, c’est toujours l’imagination qui l’emporte ;
- imagination et volonté doivent par conséquent travailler en synergie : lorsque la volonté et l’imagination sont en accord, elles ne s’additionnent pas l’une à l’autre, mais leurs forces se multiplient l’une par l’autre ;
- l’imagination peut être conduite par le moyen d'une autosuggestion méthodique.

### «La méthode Coué»

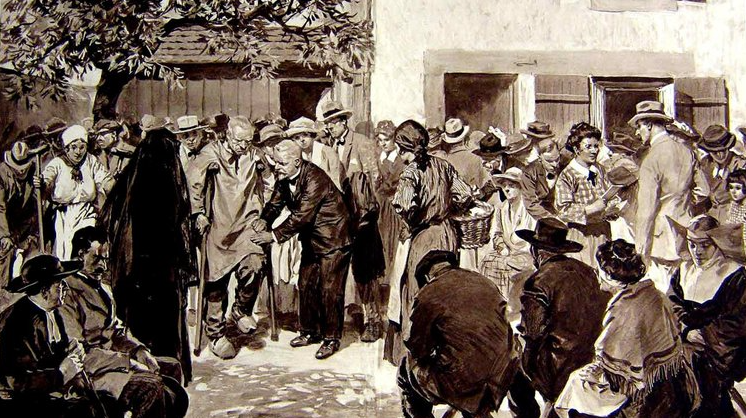
Émile Coué dans sa clinique en 1922

Renonçant apparemment à l'usage de l'hypnose autoritaire et directive, Coué élabore une méthode qui fait appel à la suggestion consciente et méthodiquement conduite d'idées positives. Coué condense sa méthode en une phrase-clef, « Tous les jours, à tous points de vue, je vais de mieux en mieux », à répéter 20 fois le matin et 20 fois le soir, en vue de conditionner l’imagination de manière favorable. En répétant cette formule de manière machinale, sans intervention de la volonté, il croit possible de faire pénétrer mécaniquement dans l’inconscient l’idée d’amélioration, de progrès. Et lorsque cette idée fait son chemin dans les profondeurs de l’inconscient, elle deviendrait agissante.
En 1910, il quitte son officine de Troyes pour s’établir à Nancy, où il fonde une « clinique libre » dans sa résidence de la rue Jeanne-d’Arc. Il y reçoit gracieusement les malades qui viennent le consulter, lors de séances individuelles ou collectives qui ont lieu dans son bureau où des guérisons se seraient produites en grand nombre. On vient bientôt à lui de tous les rangs de la société.
En 1913, Charles Baudouin, alors jeune licencié en philosophie, s’intéresse à ses travaux et contribue à le rendre célèbre. Associé à Baudouin, son premier disciple, Coué fonde la Société lorraine de psychologie appliquée.
En 1922, il publie La Maîtrise de soi-même par l'autosuggestion consciente qui est traduit en plusieurs langues et connaît un succès retentissant. L'ouvrage fait sensation surtout en Grand-Bretagne et aux États-Unis, où il reçoit un accueil public triomphal.

### Succès
Sa renommée dépasse bientôt les frontières. Il se rend fréquemment en Grande-Bretagne, en Suisse et en Belgique pour y donner des conférences devant des publics conquis. Un voyage aux États-Unis a lieu en 1923. Il y est accueilli par le président Calvin Coolidge. Coué donne une conférence à New York, puis dans d’autres villes, devant des foules enthousiastes. Un film est réalisé, un disque enregistré. Il effectue un second périple outre-Atlantique l’année suivante.
De retour, malgré l’extrême fatigue due à son activité considérable, il enchaîne, en France et à travers l'Europe, conférences et séances face à un public toujours plus nombreux et reçoit sans relâche à son domicile des patients accourus désormais du monde entier.
Il a participé au traitement du bégaiement du duc d’York (futur George VI).
Épuisé, Émile Coué s'éteint le 2 juillet 1926 en son domicile du 186, rue Jeanne-d'Arc à Nancy, des suites d’une pneumonie.
Il est l’un des pionniers de la psychologie analytique.

## Critiques

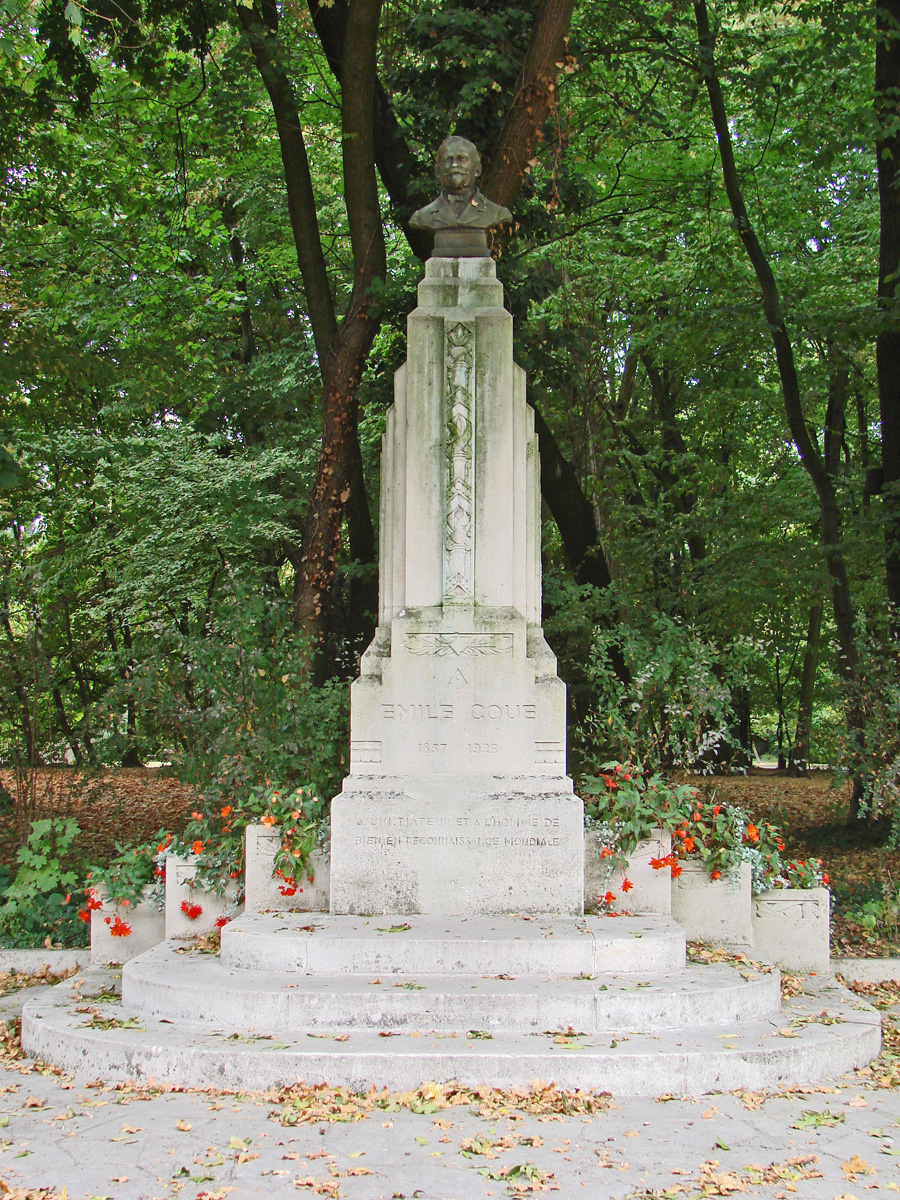
Monument à Émile Coué, parc Sainte-Marie à Nancy (2009).

De son vivant, Émile Coué connut une notoriété internationale mais son œuvre et ses recherches tombèrent presque dans l'oubli quelques années après sa mort. On lui a surtout reproché l'aspect sommaire de sa théorie : notre inconscient déterminerait notre état physique et mental, et nous pourrions agir sur lui par le biais de l'imagination.

## Hommage
Un monument orné d'un buste le représentant fut inauguré en 1936 à Nancy, parc Sainte-Marie. Le buste, comme d'autres statues en bronze de la ville, fut enlevé durant la seconde guerre mondiale (dans le cadre de l'application de la loi du 11 octobre 1941, récupération des métaux cuivreux). Il fut remplacé en 1947, par les soins du directeur de l'Institut Coué de Bruxelles depuis 1923, Armand Lebrun

## Publication
- Émile Coué, Œuvres complètes, Éd. Astra